# 彼得·洛文克蘭斯
彼得·洛文克蘭斯（丹麥語：Peter Rosenkrands Løvenkrands，1980年1月29日—）是一名已退役丹麥職業足球員，司職前鋒，亦可擔任左翼，曾短暫效力英超球會紐卡素，曾一度回復自由身，其後於2009年9月1日與紐卡素再簽約三年。於效力伯明翰兩年後被放棄。

## 球會生涯

### 哥本哈根學院
洛文克蘭斯在1998年2月與丹超球會哥本哈根學院簽下職業合約，同年7月首次在職業聯賽上場，並隨隊在1999年贏得丹麦杯，雖然他在該場比賽沒有上場。

### 流浪者
2000年6月，洛文克蘭斯以130萬英鎊價錢轉會至蘇格蘭足球超級聯賽球會流浪者，效力六年期間共上場182次打進54球，並贏得兩次蘇超冠軍和2002年蘇格蘭足總盃，該場足總盃決賽對凯尔特人，他在臨完場才打進致勝球。效力流浪者期間，他多數司職左翼鋒而非他最擅長的前鋒。
2005年8月，洛文克蘭斯與英超球會米德尔斯堡跟操，但他決定留在蘇格蘭。他在球會的欧洲冠军联赛上扮演十分重要的角色，他在該項賽事共打進4球，助球隊晉級至16強淘汰賽，雖然他在16強淘汰賽兩回合都有進球，但因作客入球而被比利亞雷阿爾淘汰。

### 沙爾克04
2006年夏天，洛文克蘭斯以自由身離開流浪者，轉會至德甲球會沙爾克04。他在沙爾克04首季的表現不錯，司職左翼鋒的他打進6球及4助攻，但之後他因傷患只能在場邊觀戰，而沙爾克04在2007年5月12日輸給宿敵多特蒙德，爭標夢碎。洛文克蘭斯在球隊的第二年並不成功，因於受到傷患影響，他始終未能取得進球，更失去在球隊的位置。2008/09球季，他只替一隊上場9分鐘。在冬歇期間，球會宣佈會替洛文克蘭斯尋求買家，並把他下放至二隊。2009年1月，球會宣佈與洛文克蘭斯解約。

### 紐卡素

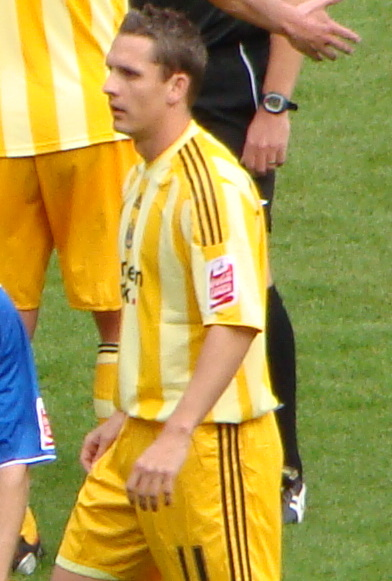
2009年效力紐卡素時的洛文克蘭斯

2009年1月23日，洛文克蘭斯與紐卡素簽約至季末，首場比賽是對曼城，以替補身份上場，以2-1落敗。2月7日以3-2擊敗西布罗姆维奇的比賽是他首次先發上場，並在該賽事打進一球。3月4日對曼聯的比賽，他率先打開記錄，打破了對方守門員埃德文·范德萨1,311分鐘不失球記錄。紐卡素在季末宣佈保級失敗，來季要在英冠參賽，而洛文克蘭斯約滿後回復自由身。
2009年9月1日洛文克蘭斯重返紐卡素，簽約三年，穿上11號球衣。11月28日，他打進個人在該賽季首球，以3-0擊敗斯旺西城。2010年1月13日英格蘭足總盃對普利茅斯賽事，他演出在球會首個帽子戲法。1月18日對西布罗姆维奇比賽打進一球，把進球獻給剛逝世的父親。該賽季洛文克蘭斯在聯賽上場29次打進13球，球隊以英冠冠軍重返英超賽場。
2010年8月25日英格蘭聯賽盃以3-2淘汰艾宁顿斯坦利賽事中，洛文克蘭斯打進個人在新球季的首個進球。洛文克蘭斯在球季上半季大多以替補身份上場，直到2011年1月安德鲁·卡罗尔受傷後，他才得到較多的上場較會，在5-0大勝西漢姆聯中打進一球。卡罗尔被賣到利物浦後，加上隊內另外兩名前鋒受傷，他得到更多的比賽機會，整個賽季共在聯賽上場25次並打進6球。
2011/12賽季的洛文克蘭斯因傷患問題而缺席大部份賽事，只在聯賽盃打進3球。季後他約滿離隊。

### 伯明翰城
2012年7月9日，洛文克蘭斯與英冠球會伯明翰城簽約兩年，球會另有一年合約延長權。他的首場比賽是8月14日英格蘭聯賽盃以5-1大勝巴尼特，他亦在該比賽打進一球，球季開幕日對查爾頓中他亦有參賽
。2013年10月29日聯賽盃第四輪對斯托克城的比賽中，他和奥利·李在79分鐘上場，當時球隊以3-1落後且以10人應戰，洛文克蘭斯攻進2球使比賽進入加時，奥利·李在加時再打進一球追成4-4，最後進入PK大戰，伯明翰在大戰中輸了。

## 國家隊生涯
1997年9月，洛文克蘭斯與哥本哈根學院隊友马丁·阿尔布雷克特森一起首次代表丹麥U19，他在8場U19比賽打進5球，並當選為1998年19歲以下最佳球員。1999年3月，洛文克蘭斯被徵召上丹麥U21，上場12次打進7球。
2002年2月13日，當時效力流浪者的洛文克蘭斯首次代表丹麥成年隊上場，該場友誼賽丹麥以1-0戰勝沙特阿拉伯。之後他入選丹麥2002年世界盃足球賽23人名單，並在小組賽對塞內加爾比賽中踢了五分鐘，以1-1戰平。他亦有參加2004年歐洲足球錦標賽，在0-3不敵捷克的比賽中踢了五分鐘。2006年11月15日對捷克的比賽是他第17場國家隊比賽，該比賽他打進在國家隊首顆進球，以1-1戰平。2008年9月10日2010年世界盃外圍賽以3-2擊敗葡萄牙的比賽是他國家隊生涯的轉捩點，雖然他在該場比賽得到國家隊教練摩頓·奧臣的讚揚，但之後他在沙爾克04的生涯使他未能再次進入國家隊。由於他在紐卡素的表現出色並重返英超賽場後，丹麥國家隊再次徵召洛文克蘭斯，他最後一場國家隊比賽是以1-3不敵葡萄牙。

## 榮譽
哥本哈根學院
- 1998年丹麥19歲以下最佳球員
- 丹麦杯：1999

流浪者
- 蘇格蘭足球超級聯賽：2002–03、2004–05
- 蘇格蘭足總盃：2001–02
- 蘇格蘭聯賽盃：2001–02、2002–03、2004–05

紐卡素
- 英格蘭足球冠軍聯賽：2009–10

## 外部連結
- 丹麥國家隊 盧雲卡蘭斯數據 （页面存档备份，存于）
- Soccerbase－蘇超 盧雲卡蘭斯數據
- FussballDaten－德甲 盧雲卡蘭斯數據 （页面存档备份，存于） （德文）
- National Football Teams 盧雲卡蘭斯數據